# Jean Goldschmit
Jean Goldschmit (Weimerskirch, Luxemburg, 20 februari 1924 – Luxemburg, 14 februari 1994) was een Luxemburgs wielrenner. 

## Biografie
Goldschmit was professioneel wielrenner van 1946 tot 1953 en behaalde 14 overwinningen, waarvan twee in de Ronde van Frankrijk. Ook droeg hij drie dagen de gele trui in de Ronde van Frankrijk van 1950. In 1947 en 1950 werd hij Luxemburgs kampioen op de weg en in 1946 en 1947 werd hij Luxemburgs kampioen cyclo-cross. 
In de Tour van 1958 en 1959 was Jean Goldschmit ploegleider van de gecombineerde NELUX-equipe, bestaande uit renners uit Nederland en Luxemburg. In 1958 was deze ploeg zeer succesvol door de eindoverwinning van Charly Gaul. In 1959 kon dit succes echter niet worden voortgezet. In de Tour van 1961 werd een combinatie van Luxemburgse en Zwitserse renners geleid door Goldschmit en de Brit Alex Burtin. Ook nu was er slechts gering succes. 

## Overwinningen en andere ereplaatsen
1945
- 1e in de 1e etappe Ronde van Luxemburg
- 1e in het eindklassement Ronde van Luxemburg

1946
- Nationaal Kampioen veldrijden, elite
- 2e bij het Nationaal Kampioenschap op de weg, onafhankelijken
- 1e in de 3e etappe Ronde van Luxemburg
- 2e in de 4e etappe Ronde van Luxemburg

1947
- Nationaal Kampioen veldrijden, elite
- Nationaal Kampioen op de weg, elite
- 1e in de 1e etappe Ronde van Luxemburg

1948
- 2e in het Eindklassement Ronde van Nederland
- 1e in de 1e etappe deel b Ronde van Romandië
- 2e in het eindklassement Ronde van Romandië
- 1e in de 3e etappe deel a Ronde van Zwitserland
- 1e in de 3e etappe Ronde van Luxemburg
- 2e in de 4e etappe deel b Ronde van Luxemburg
- 1e in het Eindklassement Ronde van Luxemburg

1950
- Nationaal Kampioen op de weg, elite
- 1e in Parijs-Metz
- 1e in de 1e etappe Ronde van Zwitserland
- 2e in het Eindklassement Ronde van Zwitserland
- Drie dagen drager gele trui in de Ronde van Frankrijk

1951
- 1e in de 3e etappe Ronde van Zwitserland
- 1e in de 8e etappe Ronde van Zwitserland

1952
- 2e in de 7e etappe Criterium du Dauphiné Libéré
- 1e in de 4e etappe Ronde van Zwitserland
- 1e in de 2e etappe Ronde van Luxemburg
- 2e in de 3e etappe Ronde van Luxemburg
- 2e in de 4e etappe deel a Ronde van Luxemburg
- 1e in de 4e etappe deel b Ronde van Luxemburg
- 2e in het Eindklassement Ronde van Luxemburg

## Resultaten in voornaamste wedstrijden
| Jaar | Ronde van Italië | Ronde van Frankrijk | Ronde van Spanje |
| ---- | ---------------- | ------------------- | ---------------- |
| 1947 |                  | 20e                 |                  |
| 1949 | 16e              | 8e (1)              |                  |
| 1950 | 40e              | 10e (1)             |                  |
| 1951 |                  | opgave              |                  |
| 1952 |                  | 16e                 |                  |
| 1953 |                  | opgave              |                  |

| Jaar | Milaan-San Remo | Parijs-Roubaix |  | Wereldranglijsten |
| ---- | --------------- | -------------- |  | ----------------- |
| 1947 |                 |                |  |                   |
| 1949 |                 | 105e           |  | 9e (CDC)          |
| 1950 | 85e             |                |  |                   |
| 1951 |                 |                |  |                   |
| 1952 |                 |                |  |                   |
| 1953 |                 |                |  |                   |